# Goodbye Yellow Brick Road (노래)
〈Goodbye Yellow Brick Road〉는 영국의 싱어송라이터 엘튼 존에 의해 연주된 발라드 곡이다. 이 곡의 가사는 버니 토핀이 작사했고 존에 의해 그의 음반 《Goodbye Yellow Brick Road》로 작곡되었다. 그 곡의 음악 스타일과 제작은 1970년대 소프트 록의 영향을 많이 받았다. 이 곡은 비평가들로부터 많은 찬사를 받았고, 일부 비평가들은 이 곡을 존의 최고의 곡이라고 불렀다.
이 곡은 1973년에 음반의 두 번째 싱글로 발매되었고 영국과 미국 모두에서 탑 10에 진입했다. 그 곡은 존의 가장 큰 히트곡 중 하나였으며, 발매 후 빠르게 판매와 인기 면에서 이전의 싱글 〈Saturday Night's Alright for Fighting〉을 능가했다. 미국에서 그 곡은 1974년 1월 4일에 골드 인증을 받았고 1995년 9월 13일에 미국 음반 산업 협회에 의해 플래티넘이 인증을 받았다.
노란 벽돌 길은 1939년 라이먼 프랭크 바움의 《오즈의 마법사》를 각색한 영화 이미지이다. 그 영화에서 도로시와 그녀의 어울리지 않는 세 명의 친구들은 오즈의 마법사를 찾기 위해 노란 벽돌 길을 따르도록 지시받았지만, 그들은 그들이 찾고 있던 것을 처음부터 가지고 있었다는 것을 발견했다. 이 길은 오즈의 나라에 있는 에메랄드 시로 이어지며, 종종 "삶의 환상으로 가는 길"이나 "생명의 해답을 얻는 길"을 상징한다. 이 가사는 화자가 좋은 삶이라고 생각한 삶을 살고 난 후 더 단순한 존재로 돌아가고 싶다는 것을 묘사하지만, 그가 부유한 사교적 애인으로부터 애완동물처럼 대접받았다는 것을 깨닫는다.
보도에 따르면 《오즈의 마법사》는 엘튼 존의 작곡 파트너 버니 토핀이 본 최초의 영화이며, 그는 자신의 인생과 관련된 가사의 이미지를 "원근으로 돌아가라"는 것으로 사용했다.

## 비판적 반응
〈Goodbye Yellow Brick Road〉는 음악 비평가들로부터 전반적으로 긍정적인 반응을 얻었다. 서커스 자니스 샤흐트는 그것을 "지연하고 아름답다"라고 묘사했다. 올뮤직은 이 곡이 "성공의 승리"이자 "스타일의 정수"라고 썼다. 2010년 《롤링 스톤》은 역사상 가장 위대한 노래 500곡 중 380위를 차지했다.

## 차크 성과
캐나다에서 이 싱글은 1973년 12월 22일 RPM 100 국가 싱글 차트에서 1위에 올랐고, 1주일 동안 그 자리를 차지해 존의 1973년 세 번째 국가 싱글 차트 1위에 올랐다(〈Crocodile Rock〉와 〈Daniel〉에 이어). 미국에서는 7위로 올라 18주 동안 차트에서 보냈다. 아일랜드에서, 그것은 4위에 도달했고, 영국에서는 6위로 정점을 찍었다.

## B 사이드
이 곡의 다른 쪽은 〈Screw You〉라고 불리는 곡이지만, 미국 음반은 미국의 음반 구매자들을 불쾌하게 하지 않기 위해 〈Young Man's Blues〉라는 곡으로 다시 제목을 붙였다.

## 라이브
존의 《One Night Only: The Greatest Hits Live at Madison Square Garden》은 빌리 조엘과 듀엣으로 이 노래를 불렀다.
1997년 이후 더 이상 높은 가성 코러스를 부를 수 없기 때문에 곡의 키를 아래로(바장조에서 내림마장조 전공으로) 옮겼지만, 〈Goodbye Yellow Brick Road〉는 여전히 존의 라이브 공연에 정기적으로 포함되어 있다.
2010년 11월 12일, 그는 텍사스 포트워스의 현대 미술 박물관에서 라이브 공연을 했다.
존은 그 노래의 이름을 따서 그의 고별 투어에 이름을 붙였고, 그것을 "Farewell Yellow Brick Road"라고 이름 붙였다.

## 참여 인원
- 엘튼 존 - 피아노, 보컬
- 데이비 존스톤 - 레슬리 일렉트릭 기타, 백 보컬
- 디 머리 - 베이스 기타, 백 보컬
- 나이절 올슨 - 드럼, 백 보컬
- 델 뉴먼 - 오케스트라 배치